# Serengeti
Národní park Serengeti leží v severní Tanzanii východně od Viktoriina jezera a jedná se o jedno z nejslavnějších a nejrozsáhlejších chráněných území Afriky. Od roku 1981 se nachází na seznamu UNESCO. Jeho rozloha je 14 763 km². Zdejší krajině dominuje velký počet nádherných zvířat, mezi nimiž nechybí pakoňové, zebry, žirafy, lvi, gepardi, leopardi, hyeny, sloni nebo nosorožci.
Při tzv. Velké migraci cestují obrovská stáda pakoňů za vodou a zelenými pastvinami. Celkem projdou Serengeti každý rok víc než jeden milion pakoňů a statisíce gazel a zeber. Za nimi se táhne spousta predátorů (lvi, gepardi, karakalové a další) a na závěr jdou mrchožrouti v čele s hyenami. Jedno stádo se při pochodu může natáhnout až na desítky kilometrů.
K nejzajímavějším událostem patří v Serengeti přechod stád přes řeky Grumeti a Mara. Zde číhají obrovští krokodýli, proti nimž se pakoně a další zvířata brání tím, že se vrhají do řeky v obrovském počtu kusů současně a krokodýli jich tak za krátkou dobu stihnout ulovit jen menší množství.

## Název
Serengeti v řeči Masajů znamená „nekonečná prérie“ nebo také „prérie nekonečna“.

## Historie
V rokli Olduvai byly nalezeny pozůstatky předků člověka. Do 19. století, kdy přišli Masajové, bylo prostředí parku nedotčené. Důsledky příchodu Evropanů v druhé polovině 19. století na sebe nenechaly dlouho čekat – lovecká aktivita Evropanů si vyžádala ochranu oblasti již v roce 1921. V roce 1951 byl vytvořen národní park, od kterého byla roku 1974 oddělena oblast kráteru Ngorongoro, z které byl vytvořen samostatný park.

## Krajina
Krajinu tvoří lávové plató, z kterého vystupují reliéfy sopek (jejichž erupce dodávají minerály), pokryté travnatými savanami. V západní části parku se nachází též galeriové lesy, malá jezera a zřídla s hojností vody.

## Podnebí
V parku jsou chladné noci a horké dny, rozdíly jsou často více než 15 °C. Průměrné denní teploty vzduchu se v parku pohybují mezi 17 a 21 °C. Vlhkost vzduchu je 40%, průměrné roční srážky se pohybují kolem 800 mm. Podnebí je teplé se střídáním období sucha a dešťů. Převládají zde savany se stády velkých kopytníků.

## Dostupnost

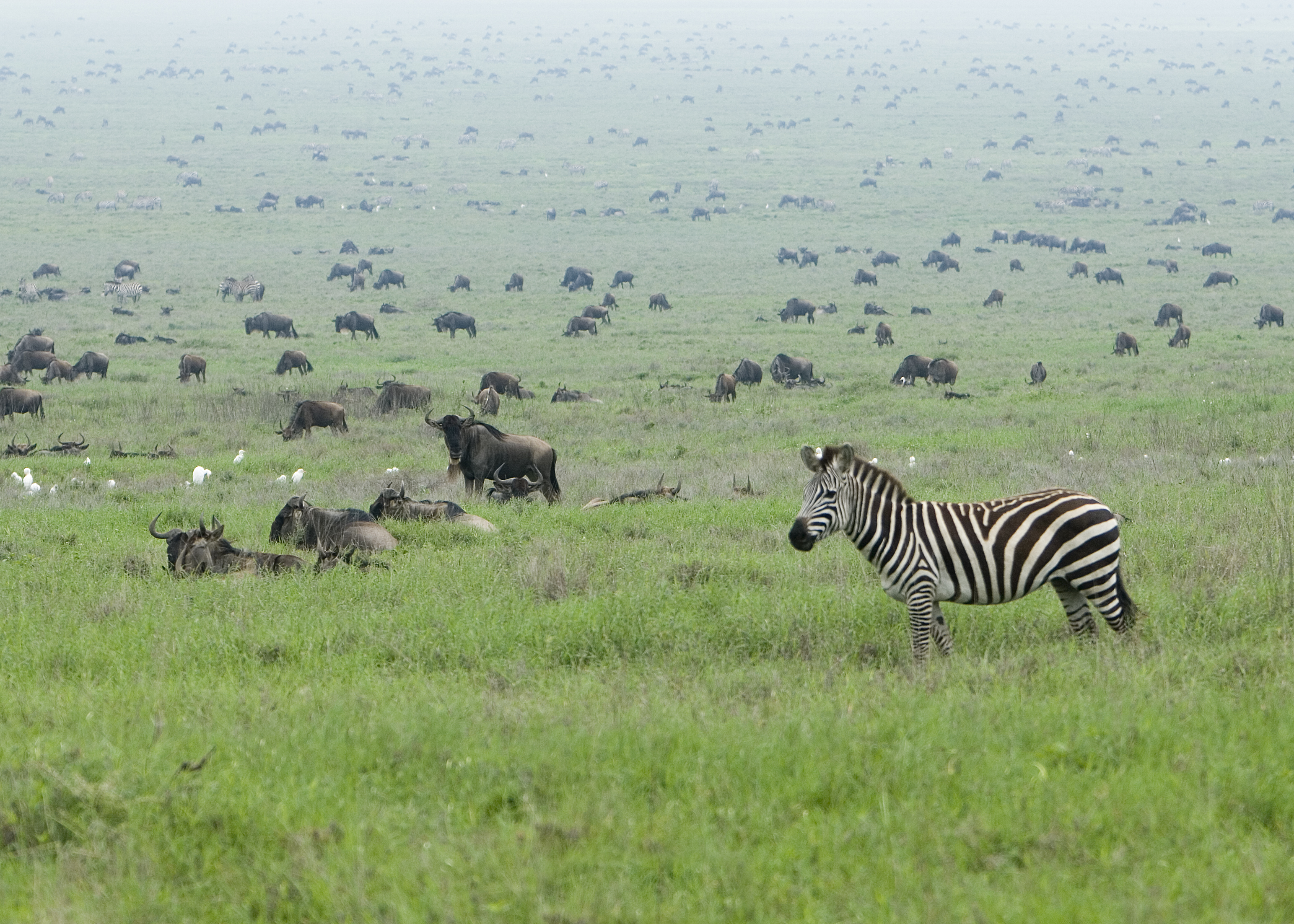
Pakoně a zebry v národním parku Serengeti

Do oblasti se lze dostat z Dar-es-Salaamu přes Arushu (200 km od parku), což trvá třináct a půl hodiny autobusem nebo dvacet hodin vlakem. Letecké spojení je jenom z Moshi, let trvá 45 minut. Samotný park je pro návštěvníky otevřen a má dobrou vnitřní síť cest.